# Omecihuatl
Omecihuatl (nah. Pani Dwoistości) lub Tonacacihuatl (nah. Pani Naszego Ciała) – w mitologii azteckiej i innych ludów Nahua żeńska część boga-stworzyciela Ometeotl, żona Ometecuhtli – Pana Dwoistości.